# 郭廷采
郭廷采，清朝人，是一名清朝政治人物。
郭廷采曾于乾隆四十八年接替郁邦基任龙岩州知州一职，乾隆四十八年由朱潜发接任。